# Jean-Pierre Pastori
Jean-Pierre Pastori, né le 26 septembre 1949, est un journaliste, écrivain et historien de la danse suisse.

## Biographie

### Origines et études
Jean-Pierre Pastori naît le 26 septembre 1949[source insuffisante].
Il est titulaire d'une licence en science politique.

### Parcours professionnel
Il travaille comme journaliste à la Radio suisse romande et à la Télévision suisse romande de 1972 à 1995, avec une parenthèse comme chef de la rubrique culturelle à La Tribune - Le Matin de 1981 à 1983.
Il est directeur et rédacteur en chef de la Télévision de la région lausannoise de 1999 à 2007.

### Autres activités et fonctions
Entre 1995 et 1999, il occupe le poste d'administrateur de l'orchestre Sinfonietta de Lausanne. Il dirige ensuite le château de Chillon de 2008 à août 2014.
Il est président de la Fondation Béjart Ballet Lausanne de 2012 à 2017.

## Distinctions
- Officier de l'Ordre des Arts et des Lettres, République française (2024)
- Prix de la Fondation Pierre et Louisa Meylan (2011)

## Publications
- La Danse des vifs, L'Âge d'homme, Lausanne, 1977
- L'Homme et la Danse, Éditions Vilo-Paris, 1980, 180 p. (ISBN 2-7191-0105-1 (édité erroné), BNF 36601596)
- Patrick Dupond : la fureur de danser (photographies de Francette Levieux), Favre, Lausanne, 1982 et 1985  (ISBN 978-2-8289-0096-0)[7]
- À corps perdu : la danse nue au XXe siècle, Favre, Lausanne, 1983  (ISBN 978-2828901288)
- Danse et ballet en Suisse, Pro Helvetia, Zurich, 1984 et 1995
- Jean-Charles Gil : star système (photographies de Francette Levieux), Favre, Lausanne, 1986
- Béjart : le tournant (photographies d'Yvan Muriset), Favre, Lausanne, 1987 et 1988
- Pierre Lacotte : tradition, Favre, Lausanne, 1987  (ISBN 978-2828902964)
- Éric Vu-An : la liberté en dansant (photographies de Francette Levieux), Favre, Lausanne, 1989  (ISBN 9782828904203)
- Le Théâtre de Lausanne : de la scène à la ville, Payot, Lausanne, 1989  (ISBN 978-2601030587)
- Béjart : Cap Rudra (photographies de Richard Melloul et Mireille Darc), Plume, Paris, 1992
- Soleil de nuit : la renaissance des Ballets russes, Luce Wilquin, Lausanne, 1993
- La Danse 1. Du ballet de cour au ballet blanc, coll. « Découvertes Gallimard / Arts » (no 297), Gallimard, Paris, 1996. Réédition 2003
- La Danse 2. Des Ballets russes à l'avant-garde, coll. « Découvertes Gallimard / Arts » (no 332), Gallimard, Paris, 1997  (ISBN 9782070533404), réédition 2003  (ISBN 9782070304226)[8]
- Béjart Ballet Lausanne : 10 ans de création, BBL, Lausanne, 1997
- Une histoire de passions : la danse à Lausanne, Payot, Lausanne, 1999
- Roland Petit : rythme de vie, La Bibliothèque des arts, Lausanne, 2003
- Béjart Ballet Lausanne : 20 ans (photographies de François Paolini), BBL, 2006
- Charles Dutoit : musique du monde, La Bibliothèque des Arts, Lausanne, 2007,  (ISBN 978-2884531337)
- Béjart secret (photographies de Marcel Imsan), Favre, Lausanne, 2007[9]
- Renaissance des Ballets russes, Favre, Lausanne, 2009
- Lifar : la beauté du diable, Favre, Lausanne, 2009,  (ISBN 978-2-8289-1127-0)
- Droit de visite : un siècle à portes ouvertes, Fondation du château de Chillon, Veytaux, 2010
- Robert Piguet. Un prince de la mode, préface de Hubert de Givenchy, Bibliothèque des arts, 2015  (ISBN 978-2-88453-196-2)
- Christian Bérard - Clochard magnifique, Séguier, 2018  (ISBN 978-2-84049-758-5)
- Thévenaz, formes et rythmes, Infolio, 2021  (ISBN 978-2-88474-488-1)
- Le Bœuf sur le toit : miroir des Années folles, In Fine, 2021[10]
- 50 années étoilées / 50 starry years - Prix de Lausanne 1973 - 2023, préface de Stéphane Lagonico, Infolio, 2022  (ISBN 978-2-88968-052-8)[11]
- Béjart, la danse sans frontières, Infolio, 2023  (ISBN 978-2-88968-071-9)
- Johnny Hess, prince du swing, Infolio, 2023  (ISBN 978-2-88968-114-3)
- Pierre Dudan le vagabond de la chanson, Favre, 2024  (ISBN 978-2-8289-2177-4)

Divers
- L’Art de la barre. Photographies de Michel-Antoine Robert. Revue neuchâteloise, Neuchâtel, 1978
- Rosella Hightower et l’enseignement de la danse. Adescap, La Chaux-de-fonds, 1980
- Le Prix de Lausanne : un tremplin pour la danse de demain. Avant-propos de R. Hightower et M. Béjart. Adescap, La Chaux-de-fonds, 1982
- Philippe Saire. Pro Helvetia (Cahiers d’artistes), Zurich, 1998
- L’Orchestre de chambre de Lausanne (1942-1992). Chapitre L’OCL au service de l’Opéra. Bibliothèque historique vaudoise, Lausanne, 1992
- Encyclopédie de Genève. Tome X, chapitre « Danse ». Encyclopédie de Genève, Genève, 1994
- La Danse en Suisse. Chapitre « Les Racines d’une tradition ». Pro Helvetia, Zurich, 2000